# 6-й гвардейский бомбардировочный авиационный корпус
6-й гварде́йский бомбардиро́вочный авиацио́нный Львовский Краснознамённый ко́рпус (6-й гв. бак) — соединение Военно-Воздушных сил (ВВС) Вооруженных Сил РККА, принимавшее участие в боевых действиях Великой Отечественной войны.

## Наименования корпуса
- 1-й бомбардировочный авиационный корпус;
- 2-й гвардейский бомбардировочный авиационный корпус;
- 2-й гвардейский бомбардировочный авиационный Львовский корпус;
- 6-й гвардейский бомбардировочный авиационный Львовский корпус;
- 6-й гвардейский бомбардировочный авиационный Львовский Краснознаменный корпус;
- 6-й гвардейский бомбардировочный авиационный Львовский Краснознаменный ордена Суворова корпус;
- 44-й гвардейский бомбардировочный авиационный Львовский Краснознаменный ордена Суворова корпус.

## Создание корпуса
6-й гвардейский Львовский бомбардировочный авиационный корпус 26 декабря 1944 года переименован из 2-го гвардейского Львовского бомбардировочного авиационного корпуса

## Переформирование и расформирование корпуса
6-й гвардейский бомбардировочный авиационный Львовский Краснознаменный ордена Суворова корпус в соответствии с Директивой Генерального штаба 20 февраля 1949 года был переименован в 44-й гвардейский бомбардировочный авиационный Львовский Краснознаменный ордена Суворова корпус.
44-й гвардейский бомбардировочный авиационный Львовский Краснознаменный ордена Суворова корпус расформирован в июле 1953 года.

## В действующей армии
В составе действующей армии:
- с 26 декабря 1944 года по 11 мая 1945 года[3], всего 137 дней

## Командир корпуса
- Герой Советского Союза Генерал-майор авиации Полбин Иван Семёнович[4]. Период нахождения в должности: с 26 декабря 1944 года по 11 февраля 1945 года
- Генерал-майор авиации Качев Феофан Иванович[5]. Период нахождения в должности: с 12 февраля 1945 года по 13 марта 1945 года
- Полковник Никишин Дмитрий Тихонович[6] — с 14 марта 1945 года по ноябрь 1947 год.
- Полковник Анисимов Пётр Николаевич[7] — с ноября 1947 года по июнь 1948 года.

## В составе объединений
| Объединение                                   | Период                  |
| --------------------------------------------- | ----------------------- |
| 2-я воздушная армия 1-й Украинский фронт      | 26.12.1944 — 10.06.1945 |
| 2-я воздушная армия Центральная группа войск  | 10.06.1945 — 20.02.1949 |
| 59-я воздушная армия Центральная группа войск | 20.02.1949 — 01.07.1953 |

## Соединения, части и отдельные подразделения корпуса

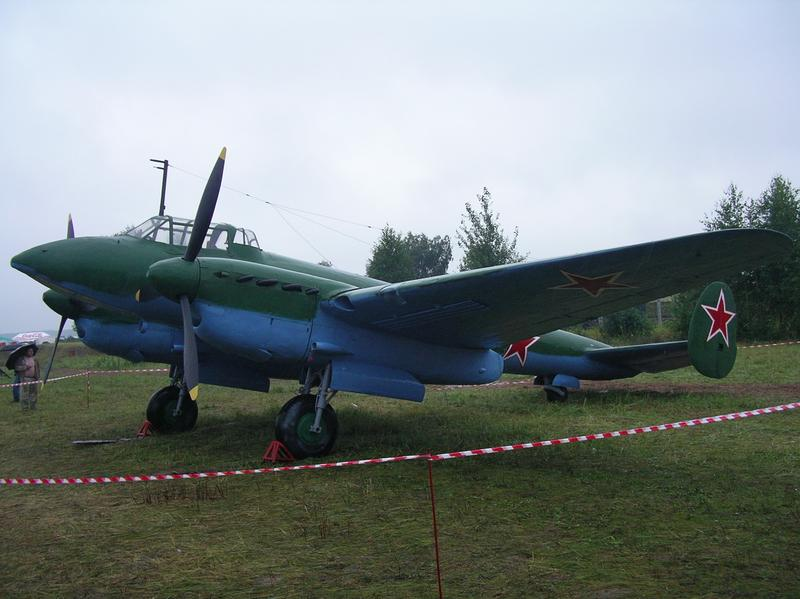
Основной самолёт корпуса Пе-2

Командир корпуса гвардии генерал-лейтенант авиации Д. Т. Никишин

- 1-я гвардейская бомбардировочная авиационная дивизия
  - 80-й гвардейский бомбардировочный авиационный полк
  - 81-й гвардейский бомбардировочный авиационный полк
  - 82-й гвардейский бомбардировочный авиационный полк
- 8-я гвардейская бомбардировочная авиационная дивизия
  - 160-й гвардейский бомбардировочный авиационный полк
  - 161-й гвардейский бомбардировочный авиационный полк
  - 162-й гвардейский бомбардировочный авиационный полк
- 6-я гвардейская отдельная авиационная эскадрилья связи[3]
- 36-я гвардейская отдельная рота связи[3]
- 50-й отдельный взвод аэрофотослужбы[3]
- 69-й отдельный взвод земного обеспечения самолётовождения[3]
- 2161-я военно-почтовая станция[3]

## Участие в операциях и битвах
- Висло-Одерская операция:
  - Сандомирско-Силезская операция — с 12 января 1945 года по 3 февраля 1945 года.
- Нижне-Силезская операция — с 8 февраля 1945 года по 24 февраля 1945 года.
- Верхне-Силезская операция — с 15 марта 1945 года по 31 марта 1945 года.
- Берлинская операция — с 16 апреля 1945 года по 8 мая 1945 года.
- Пражская операция — с 6 мая 1945 года по 11 мая 1945 года.

## Почётные наименования
- 80-му гвардейскому бомбардировочному авиационному полку присвоено почётное наименование «Ченстоховский»[8]
- 81-му гвардейскому бомбардировочному авиационному полку было присвоено почётное наименование «Краковский»[9]
- 82-му гвардейскому бомбардировочному авиационному полку было присвоено почётное наименование «Берлинский»[10]

## Награды

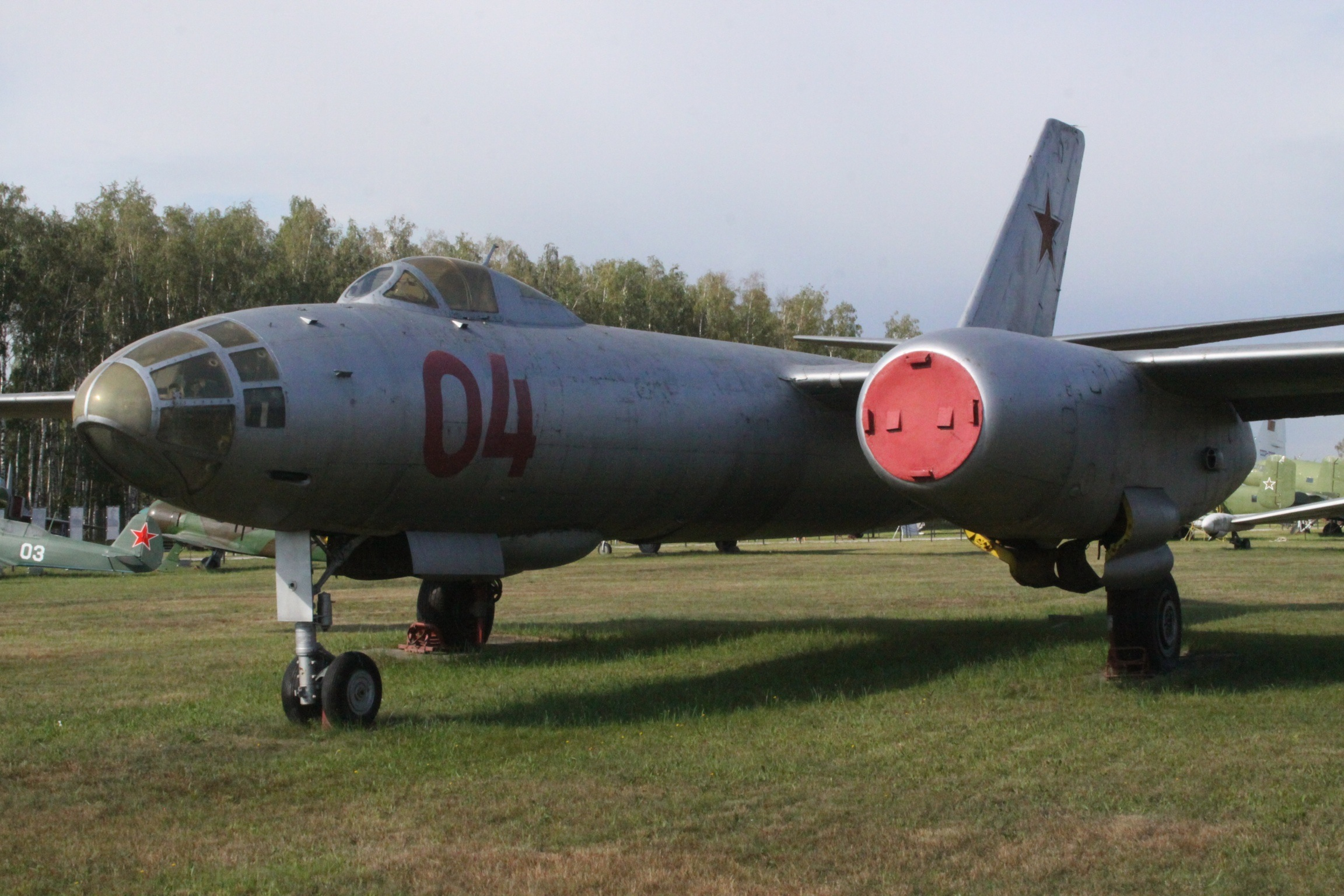
Ил-28. Такие самолёты стояли на вооружении дивизий с 1952 года по 1960 гг.

- 6-й гвардейский Львовский бомбардировочный авиационный корпус Указом Президиума Верховного Совета СССР от 19 февраля 1945 года награждён орденом «Боевого Красного Знамени»[11].
- 6-й гвардейский бомбардировочный авиационный Львовский Краснознаменный корпус Указом Президиума Верховного Совета СССР от 4 июня 1945 года за образцовое выполнение заданий командования в боях с немецкими захватчиками при овладении столицей Германии городом Берлин и проявленные при этом доблесть и мужество награждён орденом Суворова II степени[12][11].
- 1-я гвардейская бомбардировочная авиационная дивизия Указом Президиума Верховного Совета СССР награждена орденом «Боевого Красного Знамени»[11].
- 8-я гвардейская бомбардировочная авиационная Черкасская Краснознаменная дивизия Указом Президиума Верховного Совета СССР награждена орденом «Суворова II степени»[11].
- 160-й гвардейский бомбардировочный авиационный полк 4 июня 1945 года Указом Президиума Верховного Совета СССР награждён орденом «Боевого Красного Знамени»[11].
- 160-й гвардейский бомбардировочный авиационный полк Указом Президиума Верховного Совета СССР награждён орденом «Богдана Хмельницкого III степени»[11].
- 161-й гвардейский Черкасский бомбардировочный авиационный полк Указом Президиума Верховного Совета СССР от 26 апреля 1945 года награждён орденом «Богдана Хмельницкого III степени»[11].
- 162-й гвардейский Висленский бомбардировочный авиационный полк Указом Президиума Верховного Совета СССР от 26 апреля 1945 года награждён орденом «Богдана Хмельницкого III степени»[11].
- 162-й гвардейский Висленский бомбардировочный авиационный полк Указом Президиума Верховного Совета СССР награждён орденом «Суворова III степени»[11].

## Герои Советского Союза
- Полбин Иван Семёнович, генерал-майор авиации, командир 6-го гвардейского бомбардировочного авиационного корпуса 2-й воздушной армии 6 апреля 1945 года удостоен звания дважды Героя Советского Союза. Посмертно.